# فهرست قنات‌های شهرستان راز و جرگلان
جدول زیر بر اساس آمار وزارت جهاد کشاورزی تهیه شده‌است. فهرست زیر قنات‌های شهرستان راز و جرگلان در استان خراسان شمالی را نشان می‌دهد.
| نام قنات      | موقعیت                         | نزدیک‌ترین روستا | طول قنات (متر) | تعداد میله چاه | عمق مادر چاه | دبی (لیتر بر ثانیه) | سطح زیر کشت (هکتار) |
| ------------- | ------------------------------ | --------------- | -------------- | -------------- | ------------ | ------------------- | ------------------- |
| امام زاده نبی | بخش مرکزی شهرستان راز و جرگلان | غلامان          | ۵۰۰            | ۳۰             | ۷            | ۱۲                  | ۱۰۰                 |
| انه بای       | بخش مرکزی شهرستان راز و جرگلان | انه بای         | ۱۵۰            | ۷              | ۶            | ۲                   | ۲۰                  |
| حاج نفس       | بخش مرکزی شهرستان راز و جرگلان | گرکز            | ۱۰۰            | ۷              | ۵            | ۳                   | ۱۰                  |
| خجه کاریز     | بخش مرکزی شهرستان راز و جرگلان | کلاته بهار      | ۳۰۰            | ۱۷             | ۲۰           | ۴                   | ۲۵                  |
| راز           | بخش مرکزی شهرستان راز و جرگلان | تنگه راز        | ۵۰۰            | ۱۰             | ۱۰           | ۱۵                  | ۱۰۰                 |
| نوروزی        | بخش مرکزی شهرستان راز و جرگلان | تازه قلعه       | ۲۰۰            | ۱۰             | ۶            | ۳                   | ۱۵                  |
| کاریزتنگه راز | بخش مرکزی شهرستان راز و جرگلان | تنگه راز        | ۲۰۰۰           | ۷۰             | ۱۰           | ۱۵                  | ۵۰                  |
| کلاته         | بخش مرکزی شهرستان راز و جرگلان | کلاته کاریز     | ۳۲۰            | ۱۴             | ۲۰           | ۵                   | ۴۰                  |
| کلیددره       | بخش مرکزی شهرستان راز و جرگلان | راز کلیددره     | ۴۰۰            | ۲۰             | ۱۰           | ۴                   | ۲۵                  |